# بطولة كاريوكا 1985
بطولة كاريوكا 1985 هو موسم من بطولة كاريوكا. فاز فيه نادي فلامنغو.